# ダマスカス証券取引所
ダマスカス証券取引所（ダマスカスしょうけんとりひきじょ、アラビア語: سوق دمشق للأوراق المالية Sūq Dimashq lil-'Awrāq al-Māliyyah、英語: Damascus Securities Exchange（DSE））はシリアのダマスカスに所在する証券取引所。2009年に設立されたシリア唯一の証券取引所である。ユーロアジア証券取引所連合会員である。

## 歴史
1960年代の開設より長年にわたり停滞してきたが、2009年3月10日に取引が再開された。

### シリア内戦
国際通貨基金（IMF）によると、2011年3月のシリア内戦開始から2012年3月までの間にシリア・ポンドは、45％下落、ダマスカス株価指数も40％下落した。
しかし、内戦中、一度も休場も取引停止もしたことはなかった。